# フェンネル大陸シリーズ
『フェンネル大陸シリーズ』（フェンネルたいりくシリーズ）は、高里椎奈によるファンタジー小説のシリーズ。講談社ノベルスより刊行され、一部講談社文庫からも刊行されている。
イラストは講談社ノベルス版はミギー、講談社文庫版はsimeが担当。

## 概要
「フェンネル大陸 偽王伝」全7巻と、「フェンネル大陸 真勇伝」全5巻、および外伝1巻からなる小説シリーズである。
「フェンネル大陸 偽王伝」として2004年に第1巻『孤狼と月』が刊行され、2007年刊行の『終焉の詩』にて一旦完結。2008年に「フェンネル大陸 真勇伝」の第1巻『草原の勇者』が刊行され、2010年刊行『星々の夜明け』にてシリーズが完結した。同年、外伝となる短編集『天球儀白話』が刊行された。
「フェンネル大陸 偽王伝」は、2010年から2012年にかけて、文庫版が刊行されている。

## あらすじ
13歳の少女フェンベルク（通称フェン）は、ストライフ国の王女にして悪鬼（グール）達の師団をまとめあげる将軍。国民の幸せを願い、愛する兄を支えるため、ストライフを敵国の侵略から守るために彼女は自らを鼓舞するのであった。しかしそんな折、フェンは無実の罪を着せられ国外追放となり、奴隷として異国で生きていかねばならない身に。
追放先となった国でフェンは絶望に打ちひしがれながらも、「国王」に関わる騒動に巻き込まれていく。

## 登場人物

### 主要人物
フェン（フェンベルク・ストライフ）
主人公。ストライフ国王末子に生まれた少女。銀色の髪。アイスブルーの瞳。第1巻『孤狼と月』の時点で十三歳。
最愛の兄であるギルフォードに騒乱罪という濡れ衣をかけられ、国を追放される。ラークスパーでテオに買われ、彼と共に旅へ出る。追放された際のショックや出来事で、「真実を知りたい」という欲求を除いた感情が乏しくなっていたが、旅先の人々と触れ合ううちに感情が出るようになった。しかし、いまだに笑顔を見せることはほとんどない。追放以前はストライフ王国軍第二師団（獣兵師団）に所属していた。棒術を得意とする。愛馬はギヅ。
テオ
人間に近い姿をした「悪鬼（グール）」という生物。無口で無表情。黒い瞳で鋭い三白眼、精悍な顔立ちをしている。
グールを奴隷扱いしているストライフの者を憎んでいる。ラークスパーに住んでいたが、人身売買されていたフェンを買い、フェンが旅をすることに決めた時、共に旅へと出た。憎んでいるはずのフェンをなにかと気にかけている様子が見られるが、その真意は本人も自覚していない。父、兄を持つが、それぞれストライフの鉱山と軍にて使役されている。
豆チーズが嫌い。酒に強い。
サチ
フェンがラークスパーで出会った、本名も出身地も不明な謎の青年。髪色は、頂点ほど色が薄く襟足に近づくほど黒い。暗紫色の瞳。フェンより九歳年上。
嫌いなものは蝶と占い。嘘が上手く、人をからかうことを好む。戦闘時は無手の蹴術を得意とする。かつて傭兵隊に加わっていたことがある。
ロカ・ザジャ
ソルド王国王立騎士団騎士見習い。はねた黒髪と強気な目が特徴的で、正義感が強く負けず嫌いな性格の少年。
騎士の名家・ザジャ家に生まれ、家柄や優秀な兄に対してコンプレックスを持っているが、騎士への憧れと熱意は非常に強い。第二巻「騎士の系譜」での事件で左腕を失った。
アシュレイ
伝説の戦闘集団・イリスに所属する少年。切り揃えた赤錆色の髪と赤みがかった黒い瞳をしている。異端とされるイリスの中でも飛びぬけて優秀な能力を持つ。周囲の人間からの理解が得られないことに絶望して一度はシスタスに属するが、ロカや他のイリスの仲間の説得によってイリスの里に再び戻る。

### ストライフ王国
ルース・ストライフ
ストライフ王国第一皇子。ストライフ王国の宰相で、父王を補佐して政務を行う、実質上の統治者である。フェンの異母兄。社会的地位を重んじる。
ギルフォード・ストライフ
ストライフ王国第二皇子。軍の元帥も務める。柔らかな金髪を中央で分けている。碧眼である。フェンの兄。フェンの憧れであった。第二妃の唯一の男児であるため、第二妃の親戚からの圧力が強く、幼少の頃から厳しい教育を受けていた。フェンに第二師団を率いる話を持ちかけた。
パラ
フェンの姉、第二妃の長女。ティカという幼い娘がいる。豊かな金髪で、顔は母親譲り。兄とも似ている。
恋人の地位の低さから結婚を反対され、勘当されて街で暮らす。このことは厳重な箝口令が出され、ルースが宰相としてフェンとギルフォードに一切の関わりを禁じているが、フェンは密かにパラの家へ頻繁に訪れている。家は白樺の扉の民家。
カーズ・ロカイ
階級は少尉。几帳面で、理屈っぽいところがある。
異例の若さで士官入りした。親がマルメロの家庭教師であった縁から、彼の勉強相手であった。マルメロと同い年。フェンに馬術と武術の手解きを行った。ただしフェンが王族であることの配慮から剣を向けることが出来ず、フェンの剣術の下手さに直結している。
ウル
軍の医療班に所属する青年。階級は准尉。優面でフェンより十二歳年上。第1巻の行軍中、フェンを心配していた。
イワン
住み込み雇われている馬丁の老翁。軍籍はない。温和な人物。
ワイザー・ロスフル
反逆罪で捕まっていたが脱獄した罪人。波打つ黒髪や癖のある顔立ちを持つ蟲惑的な外見と裏腹に、乱雑な口調で話す。第一巻で新たな謀反事件を起こし、フェンベルク追放のきっかけとなった。
ケトセナ
ストライフ王国軍軍曹。アルカネット自治区の国境紛争（第1巻）で見張り番を務めた男性。白髪交じりの坊主頭。愛馬はクリスゲルグ。
トーツィ
ギルフォードに付き従う中年の武官のうちの一人。口煩い。厳めしい顔をしている。

### ラークスパー
メネファ・ビイス・ジャ・サニワ・ワン・ユイジーン（ユイジーン）
ラークスパーの議員を務める青年。黒髪黒目で痩せている。本名が長く、正しく全てを発音できる者は稀である。サチには「ユイ」と呼ばれている。第一巻ではデューラー崩しに参加。

### ソルド王国
シルフィード・ザジャ
ソルド王国王立騎士団団長。オルドウディ騎士学院騎士養成教育学部を過去最短で卒業し、二十三歳で騎士団長へと昇りつめた。ロカの兄。真面目で人望も厚いが、少々天然なところもある。
ゲイトルード
ソルド王国軍軍指揮官。肩まで伸ばした赤髪、小さな黒目、平らな額が特徴。法務長官であるラングレンの甥。
デューター
シルフィードの部下。茶色の癖っ毛と同色の目を持っている。
リアムl
王立騎士団第三小隊に所属している、真面目が取り柄の中堅騎士。

### その他
カティア
イリスの里の長。
ギルデッド･リノ･ロベージ
「雲の国」とも呼ばれるラビッジ王国の現王。シスタスが皇王宣言を出した際、ソルドやその他の小国に同盟を持ちかけた。
マット･グランツ
慇懃無礼なリノの家臣。もとはごろつきから取り立てられた先代国王の家臣の一人だった。
カレン･ノウゼンハレン
リーク双貴国を治める最高権力者の一人。金髪の長い髪をまっすぐ流し、鋭い印象を与える。いつも病弱なキキを気遣っている。
キキ･ナスタチウム
リーク双貴国を治める最高権力者の一人。ウェーブがかった黒髪で、やさしく繊細な心を持つ。身体が弱く、心身ともにカレンに頼りがちになっている。

## 作中登場の国々
- ストライフ王国
- ラークスパー
- ソルド王国
- パラクレス
- シスタス聖国
- リーク双貴国
- ラビッジ王国
- コンフリー

- エキナケア
- マーシュ共和国
- サルトリィ公国
- シュクシャ
- カールトン
- リムナンテス真正国
- フィー・バーフュー
- ガルデニア帝国
- エルダー公国

- バーネット
- ビストート
- ヒエン
- シルトス
- コリアンダー
- イノンド
- チーゼル
- ゴーツルー

- ディル
- ベチバー
- ヒレハリ
- トルリオン教国
- シケル
- ロベリア

## 既刊一覧

### フェンネル大陸 偽王伝
| 巻数 | タイトル     | 形式     | 初版発行日付  | ISBN           |
| ---- | ------------ | -------- | ------------- | -------------- |
| 1    | 孤狼と月     | ノベルス | 2004年5月10日 | 978-4061823716 |
| 1    | 孤狼と月     | 文庫     | 2010年5月14日 | 978-4062765985 |
| 2    | 騎士の系譜   | ノベルス | 2004年12月7日 | 978-4061824089 |
| 2    | 騎士の系譜   | 文庫     | 2010年5月14日 | 978-4062766340 |
| 3    | 虚空の王者   | ノベルス | 2005年6月7日  | 978-4061824348 |
| 3    | 虚空の王者   | 文庫     | 2010年8月12日 | 978-4062767156 |
| 4    | 闇と光の双翼 | ノベルス | 2005年11月8日 | 978-4061824553 |
| 4    | 闇と光の双翼 | 文庫     | 2011年2月15日 | 978-4062768764 |
| 5    | 風牙天明     | ノベルス | 2006年1月2日  | 978-4061824652 |
| 5    | 風牙天明     | 文庫     | 2011年9月15日 | 978-4062770477 |
| 6    | 雲の花嫁     | ノベルス | 2006年11月8日 | 978-4061825055 |
| 6    | 雲の花嫁     | 文庫     | 2012年2月15日 | 978-4062771863 |
| 7    | 終焉の詩     | ノベルス | 2007年3月7日  | 978-4061825208 |
| 7    | 終焉の詩     | 文庫     | 2012年6月15日 | 978-4062772853 |

### フェンネル大陸 真勇伝
| 巻数 | タイトル     | 形式     | 初版発行日付  | ISBN           |
| ---- | ------------ | -------- | ------------- | -------------- |
| 1    | 草原の勇者   | ノベルス | 2008年1月11日 | 978-4061825727 |
| 2    | 太陽と異端者 | ノベルス | 2008年12月5日 | 978-4061826281 |
| 3    | 雪の追憶     | ノベルス | 2009年8月5日  | 978-4061826618 |
| 4    | 黄昏に祈る人 | ノベルス | 2010年6月8日  | 978-4061827097 |
| 5    | 星々の夜明け | ノベルス | 2010年7月7日  | 978-4061827240 |

### フェンネル大陸 外伝
| 巻数 | タイトル   | 形式     | 初版発行日付 | ISBN           |
| ---- | ---------- | -------- | ------------ | -------------- |
| 1    | 天球儀白話 | ノベルス | 2010年9月7日 | 978-4061827417 |